# ローマの雨
「ローマの雨」（ローマのあめ）は、1966年に発表されたザ・ピーナッツの楽曲である。

## 概要
過去にフジテレビの社員であり、ザ・ピーナッツもレギュラー出演していた『ザ・ヒットパレード』の発案者でもあるすぎやまこういちの作曲により、1966年に発表したものである。すぎやまによるザ・ピーナッツの楽曲の初の本格的な作品でもある。
オリジナル版の他に、後年に再録音されたヴァージョンもある。ただし、オリジナル版と再録音版との相違点は、間奏の部分のザ・ピーナッツによるハミングがあるかないか（前者にハミングがある）、及び曲調の相違程度である。
『NHK紅白歌合戦』でも発表初年の第17回で歌唱された（この時の映像はNHKに現存している）。現在もザ・ピーナッツのCDに収録されることも多い楽曲の一つである。
後に「アイ・ウィル・フォロー・ヒム」で知られるペギー・マーチが、一部歌詞をイタリア語に書き換えたヴァージョンを録音している。
オーケストラにも編曲され、すぎやま主催のコンサートでたびたび演奏されている。録音もされ、CDアルバム『君だけに愛を 東京都交響楽団×すぎやまこういちヒット曲集』の楽曲の一つとして発売された。
なお、ザ・ピーナッツの楽曲に「ローマの恋」という曲があるが、本作とは関連がない。

## 作成者
- 作詞:橋本淳
- 編曲:服部克久
- 作曲:すぎやまこういち

## シングル収録曲
ザ・ピーナッツ盤（キング BS-515）※同品番で2種のジャケットが存在する。
1. ローマの雨
作詞：橋本淳、作曲：すぎやまこういち、編曲：服部克久、演奏：レオン・サンフォニエット
2. 銀色の道
作詞：塚田茂、作曲・編曲：宮川泰、演奏：レオン・サンフォニエット